# ATP de Chengdu
O ATP de Chengdu (também conhecido como Chengdu Open, para fins de patrocínio) é um torneio profissional de tênis masculino disputado em piso duro na cidade de Chengdu, na China. O evento é organizado pela ATP, na categoria ATP 250. Estreou em 2016, em substituição ao ATP de Kuala Lumpur.

## Finais

### Simples
| Ano                                                                   | Campeão             | Vice-campeão         | Resultado       |
| --------------------------------------------------------------------- | ------------------- | -------------------- | --------------- |
| 2024                                                                  | Shang Juncheng      | Lorenzo Musetti      | 7–64, 6–1       |
| 2023                                                                  | Alexander Zverev    | Roman Safiullin      | 26–7, 7–65, 6–3 |
| Torneio não realizado entre 2022 e 2020 devido à pandemia de COVID-19 |                     |                      |                 |
| 2019                                                                  | Pablo Carreño Busta | Alexander Bublik     | 56–7, 6–4, 7–63 |
| 2018                                                                  | Bernard Tomic       | Fabio Fognini        | 6–1, 3–6, 7–67  |
| 2017                                                                  | Denis Istomin       | Marcos Baghdatis     | 3–2, ab.        |
| 2016                                                                  | Karen Khachanov     | Albert Ramos-Viñolas | 46–7, 7–63, 6–3 |

### Duplas
| Ano                                                                   | Campeões                             | Vice-campeões                           | Resultado         |
| --------------------------------------------------------------------- | ------------------------------------ | --------------------------------------- | ----------------- |
| 2024                                                                  | Sadio Doumbia Fabien Reboul          | Yuki Bhambri Albano Olivetti            | 6–4, 4–6, [10–4]  |
| 2023                                                                  | Sadio Doumbia Fabien Reboul          | Francisco Cabral Rafael Matos           | 4–6, 7–5, [10–7]  |
| Torneio não realizado entre 2022 e 2020 devido à pandemia de COVID-19 |                                      |                                         |                   |
| 2019                                                                  | Nikola Čačić Dušan Lajović           | Jonathan Erlich Fabrice Martin          | 7–69, 3–6, [10–3] |
| 2018                                                                  | Ivan Dodig Mate Pavić                | Austin Krajicek Jeevan Nedunchezhiyan   | 6–2, 6–4          |
| 2017                                                                  | Jonathan Erlich Aisam-ul-Haq Qureshi | Marcus Daniell Marcelo Demoliner        | 6–3, 7–63         |
| 2016                                                                  | Raven Klaasen Rajeev Ram             | Pablo Carreño Busta Mariusz Fyrstenberg | 7–62, 7–5         |